# Rozvodna Vítkov
Rozvodna Vítkov (zkratkou VIT) se nachází jihovýchodně od města Sokolov v okrese Sokolov v Karlovarském kraji. Je jednou ze tří uzlových rozvoden napájejících Plzeňský a Karlovarský kraj. Provozuje se v napěťových hladinách 400, 220 a 110 kV.

## Význam
Rozvodna Vítkov patří k nejvýznamnějším rozvodnám v Karlovarském kraji. Pracuje se zde s napětím 400, 220 a 110 kV. Je sem přiváděna elektřina z tepelných elektráren Tisová a Vřesová.
Část 400 kV a 220 kV provozuje ČEPS, a.s, část 110 kV provozuje ČEZ.

## Historie
Rozvodna byla založena v roce 1960 jako první rozvodna 220 kV v Západočeském kraji a dnešním Karlovarském kraji. Ve stejném roce bylo postaveno první vedení 220 kV z Hradce do Vítkova a zároveň byla do této rozvodny připojena elektrárna Tisová. V roce 1963 bylo postaveno vedení z Vítkova do Přeštic. V roce 1995 byla na 220 kV připojena nová paroplynová elektrárna ve Vřesové.
V roce 2019 začala přestavba linky z Vítkova do Přeštic (V221/V222) na 400 kV (V490/V491). Současně byla vybudována nová zapouzdřená rozvodna 420 kV, do plného provozu byla uvedena v roce 2020. V současné době (2023) se chystá přestavba linky z Hradce do Vítkova (V223/V224) na 400 kV.

## Popis

### Napěťové hodnoty
Rozvodna je provozována v napětových hodnotách 400 kV, 220 kV a 110 kV. Napěťovou hladinou 220 kV je spojena rozvodna Hradec. Kromě toho jsou na této napětové hladině připojeny elektrárny Tisová a Vřesová. Hladinou 400 kV je pak spojena rozvodna Přeštice (do roku 2020 na 220 kV).

### Transformátory
Transformace 400/110 kV je zajištěna jedním třífázovým transformátorem, pro transformaci 220/110 kV slouží dva třífázové transformátory.

### Vedení
Do rozvodny jsou zaústěna následující vedení:

#### Vedení 400 kV – ZVN – zvláště vysoké napětí
- Dvojité vedení V490/V491 Vítkov – Přeštice (vzniklo přestavbou V221/V222 v letech 2019-2020, V491 je dočasně provozováno na 220 kV)

##### Plánovaná vedení 400 kV
- Dvojité vedení V487/V488 Vernéřov-Vítkov (plánováno 2023)

#### Vedení 220 kV – VVN – velmi vysoké napětí
- Dvojité vedení V017/V018 EVŘS – Vítkov
- Jednoduché vedení V011 ETS – Vítkov
- Dvojité vedení V223/V224 (plánuje se přestavba na 400 kV)

##### Bývalá vedení 220 kV
- Dvojité vedení V221/V222 Vítkov – Přeštice (přestavěno na 400 kV v letech 2019-2020)